# George S. Patton Sr.
Pour les articles homonymes, voir Patton.
Le colonel George Smith Patton Sr (26 juin 1833 – 25 septembre 1864) est un colonel Confédéré pendant la Guerre de Sécession. Il est le grand-père du général George Patton.

## Formation
George Smith Patton est né le 26 juin 1833 à Fredericksburg, en Virginie, et grandit à Richmond. Il est le fils de l'homme politique John Mercer Patton. George est diplômé de l'Institut militaire de Virginie (VMl), de la classe de 1852, le second dans une classe de 24. Après l'obtention du diplôme, il étudie le droit et exerce à Charleston, en Virginie (maintenant Virginie-Occidentale). Il épouse Susan Thornton Glassell en 1855.

## Militaire
Lorsque la guerre de Sécession éclate, il sert dans le 22e régiment d’infanterie des États confédérés d'Amérique, passant du grade de capitaine à colonel. Quand il est lieutenant-colonel, il est blessé à l'épaule lors de la bataille de Scary Creek, dans l'actuelle Virginie-Occidentale, le 17 juillet 1861, et fait prisonnier. Il est de nouveau blessé à Giles Cour House, cette fois à l'estomac. Lors de la Bataille d'Opequon, aussi connue comme la Troisième Bataille de Winchester, il est mortellement blessé et est décédé le 25 septembre 1864. Il est inhumé au cimetière Stonewall de Winchester. Le Congrès confédéré l'a promu brigadier-général mais il était déjà mort de blessures de combat, de ce fait, la promotion n'a jamais été officielle.
Il a plusieurs frères qui se sont également battu pour la Confédération, dont le lieutenant-colonel Waller T. Patton, qui est mortellement blessé à Gettysburg le 3 juillet 1863.

## Héritage
Patton laisse derrière lui un fils, George William Patton, l'un de ses quatre enfants, qui est né en 1856 à Charleston, en Virginie. En l'honneur de son défunt père, George William Patton change son nom en George S. Patton en 1868. Diplômé de l'Institut militaire de Virginie en 1877, Patton sert comme procureur de district du comté de Los Angeles, en Californie et est le premier procureur de la ville à Pasadena, en Californie, et le premier maire de San Marino, en Californie. Il est un Démocrate de la tendance de Wilson.
Il est le grand-père du général de la Seconde Guerre mondiale "Vieux Sang et Tripes" George Patton.